# Tyler Cowen
Tyler Cowen (21 de janeiro de 1962) é um economista estadunidense, acadêmico e escritor. Ele ocupa a cátedra Holbert C. Harris de Economia na Universidade George Mason e é coautor, com Alex Tabarrok do popular blog Marginal Revolution. Atualmente ele escreve a coluna "Economic Scene" (Cenário Econômico) para o jornal New York Times e escreve para as revistas The New Republic e The Wilson Quarterly. Em fevereiro de 2011, Cowen teve uma indicação para a lista dos mais influentes economistas da última década do The Economist, mas não constou entre os escolhidos.

## Política
Cowen tem sido classificado como um "barganhador libertário" (libertarian bargainer) - alguém com ideais libertários que não é tão radical. Isto o coloca mais próximo de Friedrich Hayek do que o anarcocapitalismo de Murray Rothbard ou o anti-establishment de Ludwig von Mises. Em 2007, num artigo intitulado "The Paradox of Libertarianism", Cowen argumentou que os libertários "deveriam abraçar o mundo com o crescimento da riqueza, o crescimento da liberdade positiva, e sim, do crescimento do governo. Nós não temos de favorecer o crescimento do governo em si, mas precisamos reconhecer que às vezes é uma parte do pacote". Seu argumento foi criticado posteriormente por Bryan Caplan, Justin Raimondo, Christopher Westley, e Doug MacKenzie. Cowen apoiou bailouts na coluna do dia 2 de Março de 2009 no New York Times.